# Fiut (syrop)
Fiut (także: fjut, cyrop) – gęsty, słodki sok (syrop) otrzymywany z buraków cukrowych, którego głównym składnikiem jest sacharoza. Tradycyjny produkt charakterystyczny dla Kujaw.
Syrop produkuje się w warunkach domowych na Kujawach – w regionie, gdzie uprawa buraków cukrowych ma dużą tradycję. Tym gęstym syropem zastępowano dzieciom słodycze. Służył m.in. do smarowania chleba. Dodawano go również do placków. Obecnie jest serwowany z mlekiem, herbatą, kisielem mlecznym (budyniem), a także jako dodatek do ciast.
Fiut został wpisany 27 lipca 2012 na listę produktów tradycyjnych przez Ministerstwo Rolnictwa i Rozwoju Wsi. Według zapisu Ministerstwa sposób przyrządzania syropu jest następujący: najpierw umyte buraki należy rozdrobnić, np. zetrzeć na wióry lub posiekać na niewielkie kawałki, a następnie umieścić w naczyniu, gdzie zostaną poddane parowaniu około 5 godzin. Aby zapobiec przypaleniu buraków należy dodać trochę wody. Po uparowaniu buraków zbierany jest sok, a pozostałą masę wyciska się w specjalnej prasie. Zlany oraz uzyskany z prasy sok należy razem gotować przez kolejne 12 godzin. Ze stu kilogramów buraków cukrowych można otrzymać 50 litrów soku, a z niego około 5 litrów fiutu.
Nazwa produktu wywiedziona jest prawdopodobnie od jego ciągliwej konsystencji.
Produkt zdobył wyróżnienie w kategorii Smaki Roku w 2011.